# Robert Gevers
Robertus Henricus Isabella (Robert) Gevers (Antwerpen, 6 oktober 1882 - aldaar, 13 juni 1936) was een Belgisch hockeyer, die meestal als aanvaller speelde.

## Levensloop
Gevers was aangesloten bij Royal Beerschot THC. Van deze club was hij sinds 1908 voorzitter van de hockeyafdeling. In september 1921 stelde hij zich bij een nieuwe verkiezing niet opnieuw kandidaat. Maurice Van den Bemden volgde hem op.
Daarnaast was hij actief bij het Belgisch hockeyteam. In deze hoedanigheid nam hij onder meer deel aan de Olympische Zomerspelen van 1920, alwaar hij met het nationaal team brons behaalde. In februari 1920 werd hij geselecteerd voor de nationale ploeg, na een selectiewedstrijd tussen twee gelegenheidsploegen uit Antwerpen en Brabant. Gevers speelde samen met onder meer zijn twee broers voor het Antwerpse team, dat uitsluitend uit spelers van Beerschot bestond. De match eindigde op een 2-2 gelijkspel, Gevers maakte het eerste Antwerpse doelpunt.
Ook speelde hij bandy en tennis. Zijn tenniscarrière begon Gevers in 1901 bij een tennisploeg van de Société Royale d'Harmonie, later sloot hij zich aan bij Beerschot. Hij won onder meer in 1905, 1906 en 1907 de Coupe C. Doom. In 1904 wist hij ook al het enkel- en dubbelspel (samen met René Storms) te winnen op een wedstrijd van Cercle de Tennis d'Anvers.